# Gianluca Picchiottino
Gianluca Picchiottino (Pisa, 22 agosto 1996) è un marciatore italiano.

## Biografia
Nato nel 1996 a Pisa, vive e si allena a Livorno dove ha iniziato da bambino allenato dalla madre.
Nel 2019 a La Coruña, nella marcia 20 km, stabilisce il suo primato in 1h21'36". Nello stesso anno si laurea campione italiano nella marcia 10 km a Bressanone. Ha partecipato alla marcia 20 km ai Mondiali di Oregon 2022 giungendo 32º.

## Progressione

### Marcia 10 km
| Stagione | Tempo  | Luogo      | Data      | Rank. Mond. |
| -------- | ------ | ---------- | --------- | ----------- |
| 2025     | 39'23" | Caorle     | 3-8-2025  |             |
| 2024     | 40'21" | La Spezia  | 30-6-2024 |             |
| 2023     | 42'29" | Molfetta   | 28-7-2023 |             |
| 2022     | 40'21" | Rieti      | 24-6-2022 |             |
| 2021     | 40'17" | Rovereto   | 25-6-2021 |             |
| 2019     | 41'21" | Bressanone | 28-7-2019 |             |
| 2018     | 39'26" | Pescara    | 7-9-2018  |             |
| 2016     | 43'23" | Rieti      | 26-6-2016 |             |
| 2015     | 43'26" | Murcia     | 17-5-2015 |             |

### Marcia 20 km
| Stagione | Tempo    | Luogo       | Data       | Rank. Mond. |
| -------- | -------- | ----------- | ---------- | ----------- |
| 2024     | 1h20'46" | Varsavia    | 5-5-2024   |             |
| 2023     | 1h24'16" | Frosinone   | 19-3-2023  |             |
| 2022     | 1h21'37" | Alberobello | 1-5-2022   |             |
| 2019     | 1h21'36" | La Coruña   | 8-6-2019   |             |
| 2018     | 1h22'48" | Roma        | 4-3-2018   |             |
| 2017     | 1h23'46" | Cassino     | 23-3-2017  |             |
| 2016     | 1h26'12" | Cassino     | 20-3-2016  |             |
| 2015     | 1h30'27" | Grottammare | 18-10-2015 |             |

## Palmarès
| Anno | Manifestazione   | Sede       | Evento         | Risultato | Prestazione | Note  |
| ---- | ---------------- | ---------- | -------------- | --------- | ----------- | ----- |
| 2015 | Europei U20      | Eskilstuna | Marcia 10000 m | 14º       | 42'48"03    | [ 1 ] |
| 2016 | Mediterraneo U23 | Tunisi     | Marcia 10000 m | 5º        | 41'31"66    |       |
| 2017 | Europei U23      | Bydgoszcz  | Marcia 20 km   | 13º       | 1h26'43"    |       |
| 2022 | Mondiali         | Eugene     | Marcia 20 km   | 32º       | 1h28'33"    | [ 2 ] |
| 2024 | Europei          | Roma       | Marcia 20 km   | dnf       | dnf         |       |

## Campionati nazionali
- 1 volta campione nazionale assoluto della marcia 10 km (2019)

2015
- Argento ai campionati italiani juniores (Rieti), marcia 10 000 m - 44'55"77[3]

2018
- Argento ai campionati italiani assoluti (Pescara), marcia 10 km - 39'26"

2019
- Oro ai campionati italiani assoluti (Bressanone), marcia 10 km - 41'21"

2021
- Argento ai campionati italiani assoluti (Rovereto), marcia 10 km - 40'17"

2022
- Argento ai campionati italiani assoluti (Rieti), marcia 10 km - 40'21"

2024
- Argento ai campionati italiani assoluti indoor (Ancona), marcia 5000 m - 19'00"86
- Bronzo ai campionati italiani assoluti (La Spezia), marcia 10 km - 40"21

2025
- Argento ai campionati italiani assoluti indoor (Ancona), marcia 5000 m - 18'50"11
- Argento ai campionati italiani assoluti (Caorle), marcia 10 km - 39'23"

## Altre competizioni internazionali
2015
- 15º in Coppa Europa di marcia ( Murcia), marcia 10000 m U20 - 43'26"

2018
- 12º all'incontro internazionale di marcia ( Poděbrady), marcia 20 km - 1h24'33"

2022
- 36º ai Mondiali a squadre di marcia ( Mascate), marcia 20 km - 1h31'33"
- 17º all'incontro internazionale di marcia ( Poděbrady), marcia 20 km - 1h22'11"